# Égoïste (parfum)
Pour les articles homonymes, voir Égoïste.
Égoïste est un parfum pour homme, créé par Jacques Polge pour l'entreprise Chanel en 1987, inspiré de la formule de Bois des Îles, création d’Ernest Beaux datant de 1926. Il a été décliné en Égoïste Platinum en 1993.

## Description du parfum
Égoïste est un parfum boisé-épicé, puissant et de longue tenue. Les notes de tête sont la mandarine, le bois de rose et la coriandre. Celles du cœur sont la rose turque, l'œillet et la cannelle et celle de fond sont le santal, la vanille et l'ambrette. 
Il s'agit d'une réédition d'un parfum Chanel lancé en petite série, Bois Noir. Le service marketing demande alors que le nom soit changé et c'est Jacques Helleu, directeur artistique des parfums Chanel, qui a l'idée d'Égoïste.
Le flacon est transparent, avec des textes noirs. Un grand bouchon noir strié prolonge le vaporisateur (plus petit sur le flacon). Il se libère en le cliquant/dé-cliquant sur le côté ou en tirant simplement vers le haut (à vis sur le flacon).

## Publicité
Le réalisateur Jean-Paul Goude a obtenu un Lion d'or à Cannes en 1990 pour la campagne publicitaire télévisuelle mettant en scène plusieurs femmes criant « Égoïste » depuis leur balcon d'un hôtel sur la musique de la Danse des chevaliers du ballet Roméo et Juliette, scène 4 no 13, de Prokofiev ; un homme, dont on ne voit qu'un bras nu, représente cet « égoïste ». Goude explique son travail :

« L’idée du film est basée sur l'ambiguïté de ces femmes. Hurlent-elles au vent leur frustration sexuelle à l'égard de ce séducteur caché ? Ou bien lui reprochent-elles de ne pas vouloir partager son parfum ? »

Digne d'une production cinématographique, la publicité a nécessité la construction dans un désert brésilien, en quatre semaines et par près de 300 ouvriers, d'un bâtiment complet ressemblant fortement à l'hôtel Carlton de Cannes.

## Postérité
On compte parmi les marques influencées : 
- Herrera For Men de Carolina Herrera (1991)
- Opium pour homme d'Yves Saint Laurent (1995)
- Jaïpur Homme de Boucheron (1997)
- Déclaration de Cartier (1998)
- Dark Blue de Hugo Boss (1999)
- Élégance de Lacoste (2006)
- Gucci Homme II de Gucci (2007)